# Carlota Frederica de Meclemburgo-Schwerin
Carlota Frederica de Meclemburgo-Schwerin (em alemão: Charlotte Friederike zu Mecklenburg-Schwerin; Ludwigslust, 4 de dezembro de 1784 – Roma, 13 de julho de 1840) foi a primeira esposa de Cristiano VIII da Dinamarca, vindo a divorciar-se do mesmo antes de este subir ao trono. Em 2019, mais de 170 anos após sua morte, ela ganhou destaque internacional quando seu túmulo em Roma (no Campo Santo Teutonico), aberto em conexão com a investigação do desaparecimento de Emanuela Orlandi, foi encontrado inesperadamente vazio, em 2019.

## Biografia

### Primeiros anos

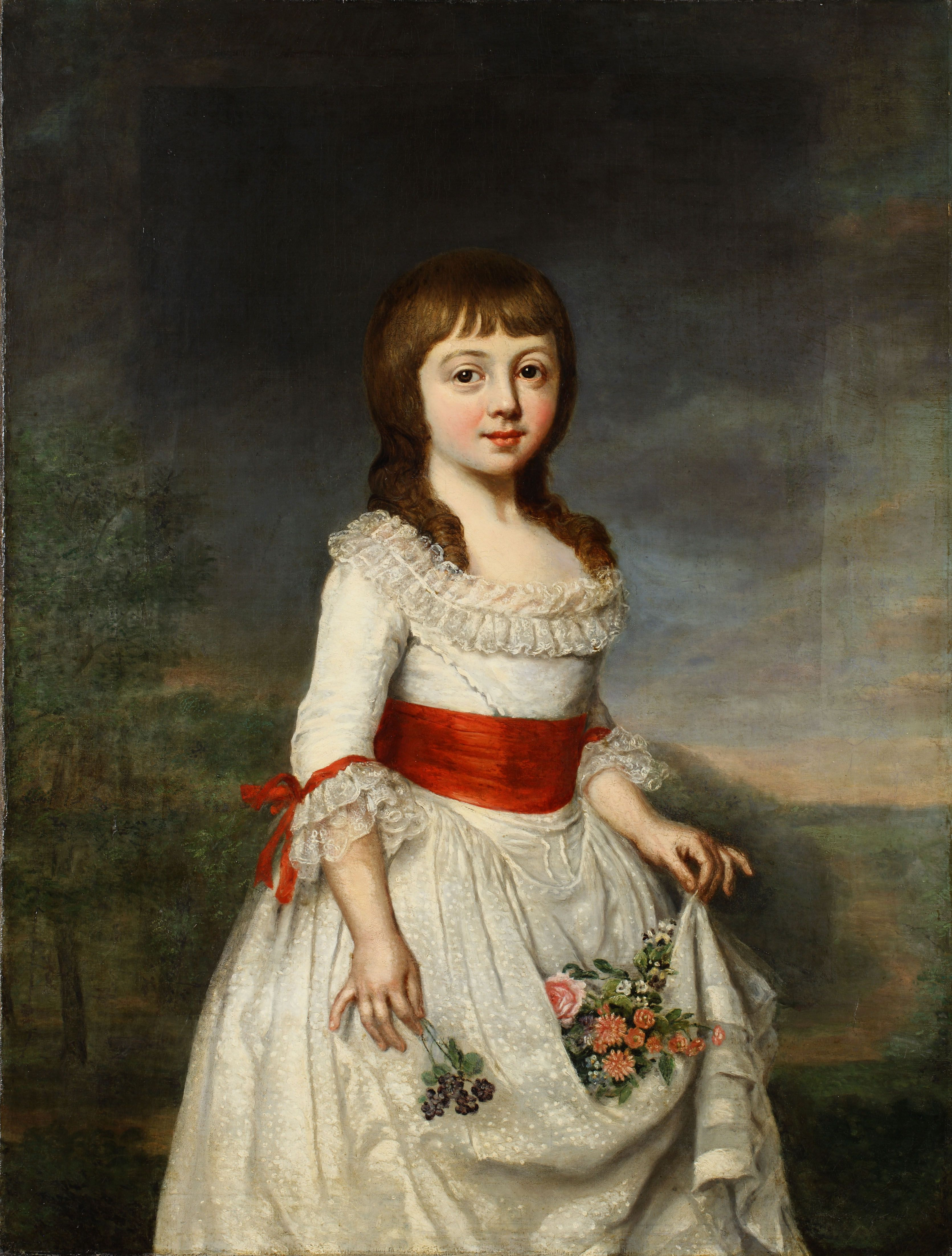
Carlota quando criança
Por Christian Friedrich Reinhold Lisiewski, 1791

A duquesa Carlota Frederica nasceu em 4 de dezembro de 1784 em Ludwigslust, em Mecklemburgo, como a sétima e penúltima filha sobrevivente do futuro grão-duque Frederico Francisco I de Meclemburgo-Schwerin e da princesa Luísa de Saxe-Gota-Altemburgo.
Carlota cresceu com seus irmãos na corte de seus pais em Mecklemburgo. Ela era uma criança animada, que nunca foi incomodada por educadores rígidos, fazia o que lhe convinha, independentemente das formalidades, fazia amigos entre os criados e se vestia com roupas variadas, contrariando os costumes da época.

### Casamento
Durante uma longa viagem à Alemanha em 1804, seu primo, o príncipe Cristiano da Dinamarca, o futuro rei Cristiano VIII, permaneceu por mais tempo na corte de seu tio em Schwerin, onde se apaixonou por Carlota, dois anos mais velha. Eles se casaram dois anos depois, em 21 de junho de 1806, em Ludwigslust, em Mecklemburgo.
O jovem casal inicialmente se estabeleceu no Castelo de Plön, no Ducado de Holstein. Foi nesta castelo que Carlota Frederica deu à luz seu primeiro filho, Cristiano Frederico, que nasceu e morreu em 8 de abril de 1807. A partir de 1808, o casal viveu em Copenhague, onde se estabeleceram em Levetzau, uma casa do século XVIII que fazia parte do complexo do Palácio de Amalienborg, no distrito de Frederiksstaden, no centro de Copenhague.
Carlota estava muito preocupada com as ideias originárias da Revolução Francesa e abraçou a ideia de liberdade individual em uma época de afirmação absolutista de uma sociedade hierárquica. Sua personagem era considerada caprichosa, frívola e mitomaníaca. O estilo de vida na corte era rígido e tradicional, e não lhe convinha, pois estava acostumada a um estilo de vida mais livre fora de casa e fez o possível para mudar isso. Em uma noite de inverno, durante uma festa que presumivelmente a entediava, ela deixou os criados trazerem neve e começou a jogar bolas de neve.
Ela era perdulária e constantemente carente de dinheiro, apesar de um amplo apanágio, forçando o marido a intervir. Se ele protestasse, ela o dominava na frente dos criados. O príncipe Cristiano também frequentemente precisava se desculpar com o príncipe-herdeiro regente pelo comportamento da esposa. Em uma carta, ele escreve que teve uma conversa séria com ela e que ela "percebeu seus erros e prometeu melhorias, e que, com o coração sincero, estou convencido disso".
Em 6 de outubro de 1808, Carlota deu à luz seu segundo filho e único filho sobrevivente, Frederico Carlos Cristiano, o futuro rei Frederico VII, que foi chamado de Fritz por sua mãe durante toda a sua vida.

### Divórcio e banimento
Em 1809, seu suposto caso com seu professor de canto, o cantor e compositor suíço Édouard Du Puy, levou à sua expulsão da corte. Por esse motivo, seu marido se divorciou dela em 1810, baniu-a da corte, enviou-a para o exílio interno e proibiu-a de ver o filho novamente.
Após seu divórcio, Carlota passou os anos seguintes de sua vida em um palácio em Horsens, na Jutlândia e parcialmente em Aarhus, onde cultivou círculos sociais entre a burguesia local e teve casos com oficiais.
Em 1830 mudou-se para Roma onde converteu-se ao catolicismo.

### Morte

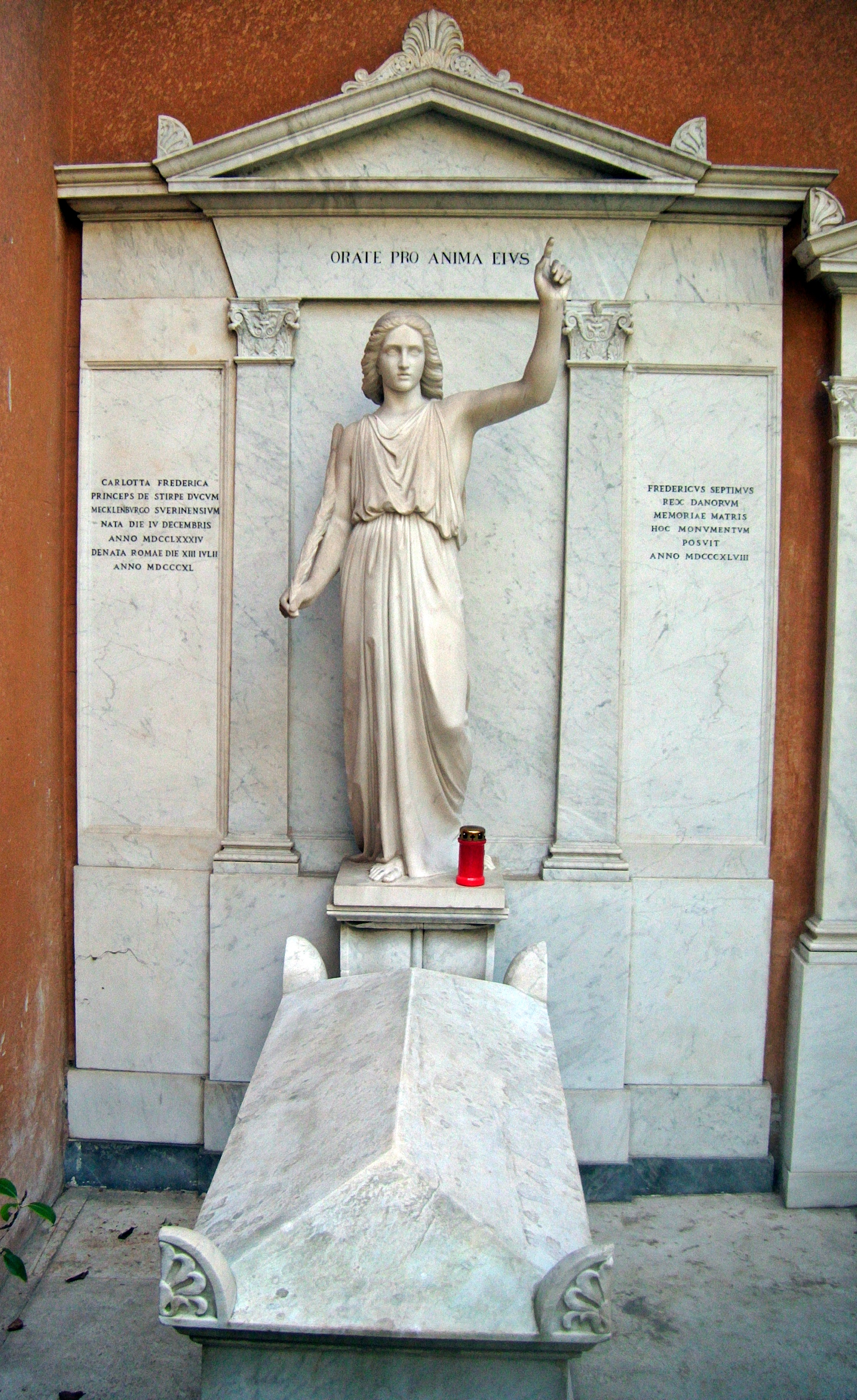
Túmulo de Carlota

Morreu em 1840 e os seus restos mortais encontravam-se sepultados no Campo Santo Teutonico, nos arredores do Vaticano. No entanto, em 2019 o seu túmulo foi aberto, no âmbito da investigação sobre o desaparecimento de Emanuela Orlandi, e encontrava-se vazio.